# Tigrisek földjén
A Tigrisek földjén (eredeti címe: Tigerland) egy 2000-ben bemutatott amerikai háborús film Joel Schumacher rendezésében. A forgatókönyvet Ross Klavan és Michael McGruther készítette. A produkció főszerepében Colin Farrell. A film a vietnámi háborús időkben játszódik.
Világpremierje 2000. szeptember 13-án volt a Torontói Nemzetközi Filmfesztiválon. Magyarországon nem vetítették a mozikban, 2002. január 24-től volt elérhető DVD-n.

## Cselekmény
A film az amerikai hadsereg újoncait mutatja be, akiket az 1971-es vietnámi háborúban való bevetésre készítenek fel. Roland Bozz negatívan viszonyul a hadsereghez, és szándékosan tiszteletlen a feletteseivel szemben, és közel áll hozzá, hogy hadibíróság elé állítsák.
Bozz egysége szabadnapot kap, ezért engedély nélkül elhagyja a tábort. Egy bárban találkozik az egységéhez tartozó Jim Paxton katonával, egy íróval, akivel összebarátkozik. A bárban Bozz és Paxton megismerkednek két lánnyal, akikkel együtt töltik az éjszakát. Bozz többször segít a bajtársaknak kiskapukat találni, hogy leszerelhessenek a hadseregből, ahogy egy férfinak is, akinek felesége fogyatékos. Ügyködésével hamarosan konfliktusba kerül az egységének egy másik katonájával, Wilsonnal. Egy nap Wilson megfenyegeti őt a fegyverével, és verekedés alakul ki. Wilson Bozz fejéhez tartja a fegyvert, és meghúzza a pisztolya ravaszát, de a golyó elakad.
Az egység a Tigrisföld nevű gyakorlótéren gyakorol, amit a vietnámi körülményeknek megfelelően alakították ki. Bozz egysége vietnámit játszik egy gyakorlaton egy csoportnak, amelyet meglepő módon a felmentés nélkül maradt Wilson vezet. Mivel Wilson bosszúra akarja használni a lehetőséget, Bozz egysége megnyeri a gyakorlatot, amely közben verekedéssé fajul. Wilson azzal fenyegetőzik, hogy megöli Bozzt. A következő gyakorlat során, amelyet rajtaütésnek állítanak be, Wilson éles lőszerre cseréli a gyakorló lőszert, és rálő Bozz egységére, mire letartóztatják. Bozz eközben Paxton fölé áll, és a közelharcban szándékosan Paxton arcába lő egy vaktöltényt, amelynek torkolattűzétől Paxton szeme megsérül. Ennek következtében Paxton egyelőre betegszabadságra kerül, majd végül szolgálatképtelenség miatt leszerelik a hadseregből, de a szeme nem szenved maradandó károsodást.
A film végén Bozz és a többi katona Vietnámba kerül. Mielőtt egy buszon elhagyják a bázist, Paxton és Bozz elbúcsúznak egymástól, és Paxton megígéri Bozznak, hogy könyvet ír a tetteiről. Bozz azonban ellopja Paxton naplóját, és távozáskor széttépi azt. A film végén Paxton egy kommentárban elmondja, hogy ezután soha többé nem látta Bozzt, akit állítólag Vietnámban megöltek, vagy nyomtalanul eltűnt. Egy másik azonban állítja, hogy felhívta Paxtont, és azt mondta neki, hogy látta Bozzt Mexikóban egy gyönyörű lánnyal.

## Szereplők
| Szerep                 | Színész             | Magyar hangja       |
| ---------------------- | ------------------- | ------------------- |
| Roland Bozz közlegény  | Colin Farrell       | Barabás Kiss Zoltán |
| Jim Paxton közlegény   | Matt Davis          | Pálmai Szabolcs     |
| Miter közlegény        | Clifton Collins Jr. | Schmied Zoltán      |
| Cantwell közlegény     | Tom Guiry           | Moser Károly        |
| Wilson közlegény       | Shea Whigham        | Dévai Balázs        |
| Johnson közlegény      | Russell Richardson  | Seszták Szabolcs    |
| Saunders százados      | Nick Searcy         | Sebestyén András    |
| Ezra Landers őrmester  | Afemo Omilami       | Bognár Tamás        |
| Thomas törzsőrmester   | James MacDonald     | Megyeri János       |
| Sheri                  | Arian Waring Ash    | Pap Katalin         |
| Claudia                | Haven Gaston        | F. Nagy Erika       |
| Filmore őrmester       | Michael Shannon     | Maros Ákos          |
| Tigrisföld parancsnoka | Marc Macaulay       | n.a                 |
| Cota törzsőrmester     | Cole Hauser         | Welker Gábor        |

## Fogadtatás
A film jó visszhangra talált a kritikusok körében. A Rotten Tomatoeson 77%-os minősítést ért el 47 értékelés alapján, az összefoglaló szerint: „A nagyszerű szereposztás és a film zord hangulata segít a Tigrisek földjént a téma ismertsége fölé emelni.” Emanuel Levy a Varietytől azt írta: „Ez a vietnámi háborúról szóló film nem evez a témában új vizekre, de Schumacher legjobb filmje az 1993-as Összeomlás óta, és megmutatja az újonc Colin Farrell tehetségét, akiben minden megvan ahhoz, hogy nagy hollywoodi sztár legyen.” Peter Travers a Rolling Stone-tól azt írta: „Még akkor is, amikor a forgatókönyv túlzásba viszi az allegóriát arról, hogyan osztotta meg Vietnám a nemzetet otthon, Schumacher és a színészek győzedelmeskednek azáltal, hogy arra irányítják a figyelmet, mi történik az emberekkel azon az utolsó állomáson, mielőtt a háború játéka komor valósággá válik.”
A MetaCritic 55 pontot ért el a 100-ból 14 vélemény alapján. Jack Mathews a Daily Newstól azt írta: „Erős, szikár, erőteljes filmalkotás, a vietnámi korszakról készült három-négy legjobb film egyike.” Maitland McDonagh a TV Guide Magazine-tól azt írta: „A lecsupaszított produkció a közvetlenség nyugtalanító érzését adja az egyébként meglehetősen hagyományos történetnek, amely a háborúra készülő fiúkról szól.”
A Box Office Mojo szerint a film 148 ezer dolláros bevételt ért el, a költségvetésről nincs adat.